# Силвела (Удине)
Силвела је насеље у Италији у округу Удине, региону Фурланија-Јулијска крајина.
Према процени из 2011. у насељу је живело 605 становника. Насеље се налази на надморској висини од 125 м.